# Dendrobium quinquecaudatum
Dendrobium quinquecaudatum är en orkidéart som beskrevs av Johannes Jacobus Smith. Dendrobium quinquecaudatum ingår i släktet Dendrobium, och familjen orkidéer. Inga underarter finns listade i Catalogue of Life.